# Liste der Ober- und Mittelzentren in Hessen
Die Liste der Ober- und Mittelzentren in Hessen listet alle Oberzentren, Mittelzentren und Mittelzentren mit Teilfunktionen eines Oberzentrums in Hessen auf. Grundlage ist der hessische Landesentwicklungsplan.
Die Einträge sind alphabetisch sortiert (bei Mittelzentren in Kooperation ist die Reihenfolge der kooperierenden Orte laut Landesentwicklungsplan).

## Oberzentren
| Zentrum           | Landkreis          |
| ----------------- | ------------------ |
| Darmstadt         | Kreisfreie Stadt   |
| Frankfurt am Main | Kreisfreie Stadt   |
| Fulda             | Fulda              |
| Gießen            | Gießen             |
| Hanau             | Main-Kinzig-Kreis  |
| Kassel            | Kreisfreie Stadt   |
| Marburg           | Marburg-Biedenkopf |
| Offenbach am Main | Kreisfreie Stadt   |
| Wetzlar           | Lahn-Dill-Kreis    |
| Wiesbaden         | Kreisfreie Stadt   |

Das Oberzentrum Frankfurt am Main ist als Metropole von internationaler Bedeutung festgelegt.

## Mittelzentren
Gemäß ihrer Ausstattung und Funktion werden Mittelzentren (einschließlich Mittelzentren mit Teilfunktion eines Oberzentrums) in sechs Kategorien differenziert:
L I: Mittelzentren PLUS im Ländlichen Raum
L II: Mittelzentren im Ländlichen Raum
L III: Mittelzentren in Kooperation im Ländlichen Raum
V I: Mittelzentren PLUS im Verdichtungsraum
V II: Mittelzentren in Kooperation im Verdichtungsraum
VG: Polyzentrale Mittelzentren im Verbandsgebiet des Regionalverbandes Frankfurt/RheinMain

### Mittelzentren mit Teilfunktionen eines Oberzentrums
| Zentrum                          | Landkreis          | Differenzierung |
| -------------------------------- | ------------------ | --------------- |
| Bad Hersfeld                     | Hersfeld-Rotenburg | L I             |
| Bad Nauheim / Friedberg (Hessen) | Wetteraukreis      | V II            |
| Limburg an der Lahn              | Limburg-Weilburg   | V I             |
| Rüsselsheim am Main              | Groß-Gerau         | VG              |

### Mittelzentren
| Zentrum                                                            | Landkreis             | Differenzierung |
| ------------------------------------------------------------------ | --------------------- | --------------- |
| Allendorf (Eder) / Battenberg (Eder)                               | Waldeck-Frankenberg   | L III           |
| Alsfeld                                                            | Vogelsbergkreis       | L I             |
| Bad Arolsen                                                        | Waldeck-Frankenberg   | L I             |
| Bad Homburg vor der Höhe                                           | Hochtaunuskreis       | VG              |
| Bad Orb / Bad Soden-Salmünster / Wächtersbach                      | Main-Kinzig-Kreis     | V II            |
| Bad Schwalbach                                                     | Rheingau-Taunus-Kreis | L I             |
| Bad Soden am Taunus                                                | Main-Taunus-Kreis     | VG              |
| Bad Vilbel                                                         | Wetteraukreis         | VG              |
| Bad Wildungen                                                      | Waldeck-Frankenberg   | L I             |
| Baunatal                                                           | Kassel                | V I             |
| Bebra / Rotenburg a. d. Fulda                                      | Hersfeld-Rotenburg    | L III           |
| Bensheim                                                           | Bergstraße            | V I             |
| Biedenkopf                                                         | Marburg-Biedenkopf    | L I             |
| Borken (Hessen) / Homberg (Efze)                                   | Schwalm-Eder-Kreis    | L III           |
| Bruchköbel                                                         | Main-Kinzig-Kreis     | V I             |
| Büdingen                                                           | Wetteraukreis         | L I             |
| Bürstadt / Lampertheim / Lorsch                                    | Bergstraße            | V II            |
| Butzbach                                                           | Wetteraukreis         | VG              |
| Dieburg                                                            | Darmstadt-Dieburg     | V I             |
| Dietzenbach                                                        | Offenbach             | VG              |
| Dillenburg / Haiger                                                | Lahn-Dill-Kreis       | V II            |
| Dreieich                                                           | Offenbach             | VG              |
| Eltville am Rhein / Wiesbaden (in seiner mittelzentralen Funktion) | Rheingau-Taunus-Kreis | V II            |
| Erbach                                                             | Odenwaldkreis         | L I             |
| Eschborn                                                           | Main-Taunus-Kreis     | VG              |
| Eschwege                                                           | Werra-Meißner-Kreis   | L I             |
| Flörsheim am Main                                                  | Main-Taunus-Kreis     | VG              |
| Frankenberg (Eder)                                                 | Waldeck-Frankenberg   | L I             |
| Friedrichsdorf                                                     | Hochtaunuskreis       | VG              |
| Fritzlar                                                           | Schwalm-Eder-Kreis    | L I             |
| Gelnhausen                                                         | Main-Kinzig-Kreis     | V I             |
| Gladenbach                                                         | Marburg-Biedenkopf    | L I             |
| Griesheim / Pfungstadt                                             | Darmstadt-Dieburg     | V II            |
| Groß-Gerau                                                         | Groß-Gerau            | VG              |
| Groß-Umstadt                                                       | Darmstadt-Dieburg     | V I             |
| Grünberg                                                           | Gießen                | L I             |
| Hattersheim am Main                                                | Main-Taunus-Kreis     | VG              |
| Heppenheim (Bergstraße)                                            | Bergstraße            | V I             |
| Herborn                                                            | Lahn-Dill-Kreis       | V I             |
| Heringen (Werra)                                                   | Hersfeld-Rotenburg    | L II            |
| Hessisch Lichtenau                                                 | Werra-Meißner-Kreis   | L II            |
| Heusenstamm                                                        | Offenbach             | VG              |
| Hochheim am Main                                                   | Main-Taunus-Kreis     | VG              |
| Hofgeismar                                                         | Kassel                | L I             |
| Hofheim am Taunus                                                  | Main-Taunus-Kreis     | VG              |
| Hünfeld                                                            | Fulda                 | L I             |
| Hungen / Lich / Laubach                                            | Gießen                | L III           |
| Idstein                                                            | Rheingau-Taunus-Kreis | V I             |
| Kelkheim (Taunus)                                                  | Main-Taunus-Kreis     | VG              |
| Kirchhain / Stadtallendorf                                         | Marburg-Biedenkopf    | L III           |
| Königstein im Taunus                                               | Hochtaunuskreis       | VG              |
| Korbach                                                            | Waldeck-Frankenberg   | L I             |
| Kronberg im Taunus                                                 | Hochtaunuskreis       | VG              |
| Langen (Hessen)                                                    | Offenbach             | VG              |
| Lauterbach (Hessen)                                                | Vogelsbergkreis       | L I             |
| Maintal                                                            | Main-Kinzig-Kreis     | VG              |
| Melsungen                                                          | Schwalm-Eder-Kreis    | L I             |
| Michelstadt                                                        | Odenwaldkreis         | L I             |
| Mörfelden-Walldorf                                                 | Groß-Gerau            | VG              |
| Mühlheim am Main                                                   | Offenbach             | VG              |
| Neu-Isenburg                                                       | Offenbach             | VG              |
| Nidda                                                              | Wetteraukreis         | L I             |
| Obertshausen                                                       | Offenbach             | VG              |
| Oberursel (Taunus)                                                 | Hochtaunuskreis       | VG              |
| Rödermark                                                          | Offenbach             | VG              |
| Rodgau                                                             | Offenbach             | VG              |
| Rüdesheim am Rhein / Geisenheim                                    | Rheingau-Taunus-Kreis | L III           |
| Schlüchtern                                                        | Main-Kinzig-Kreis     | V I             |
| Schwalbach am Taunus                                               | Main-Taunus-Kreis     | VG              |
| Schwalmstadt                                                       | Schwalm-Eder-Kreis    | L I             |
| Seligenstadt                                                       | Offenbach             | V I             |
| Sontra                                                             | Werra-Meißner-Kreis   | L II            |
| Taunusstein / Wiesbaden (in seiner mittelzentralen Funktion)       | Rheingau-Taunus-Kreis | V II            |
| Usingen                                                            | Hochtaunuskreis       | V I             |
| Vellmar                                                            | Kassel                | V I             |
| Viernheim                                                          | Bergstraße            | V I             |
| Weilburg                                                           | Limburg-Weilburg      | L I             |
| Weiterstadt                                                        | Darmstadt-Dieburg     | V I             |
| Witzenhausen                                                       | Werra-Meißner-Kreis   | L I             |
| Wolfhagen                                                          | Kassel                | L I             |